# Square Chaboillez
Pour les articles homonymes, voir Chaboillez.
 (février 2022).
Si vous disposez d'ouvrages ou d'articles de référence ou si vous connaissez des sites web de qualité traitant du thème abordé ici, merci de compléter l'article en donnant les références utiles à sa vérifiabilité et en les liant à la section « Notes et références ».
Le square Chaboillez est un petit parc urbain de Montréal.

## Situation et accès
Il est situé dans le centre-ville, à l'intersection de la rue Saint-Jacques et de la rue Peel.

## Origine du nom
Il porte le nom de Louis Chaboillez, propriétaire du terrain sur lequel le square fut ouvert.

## Historique

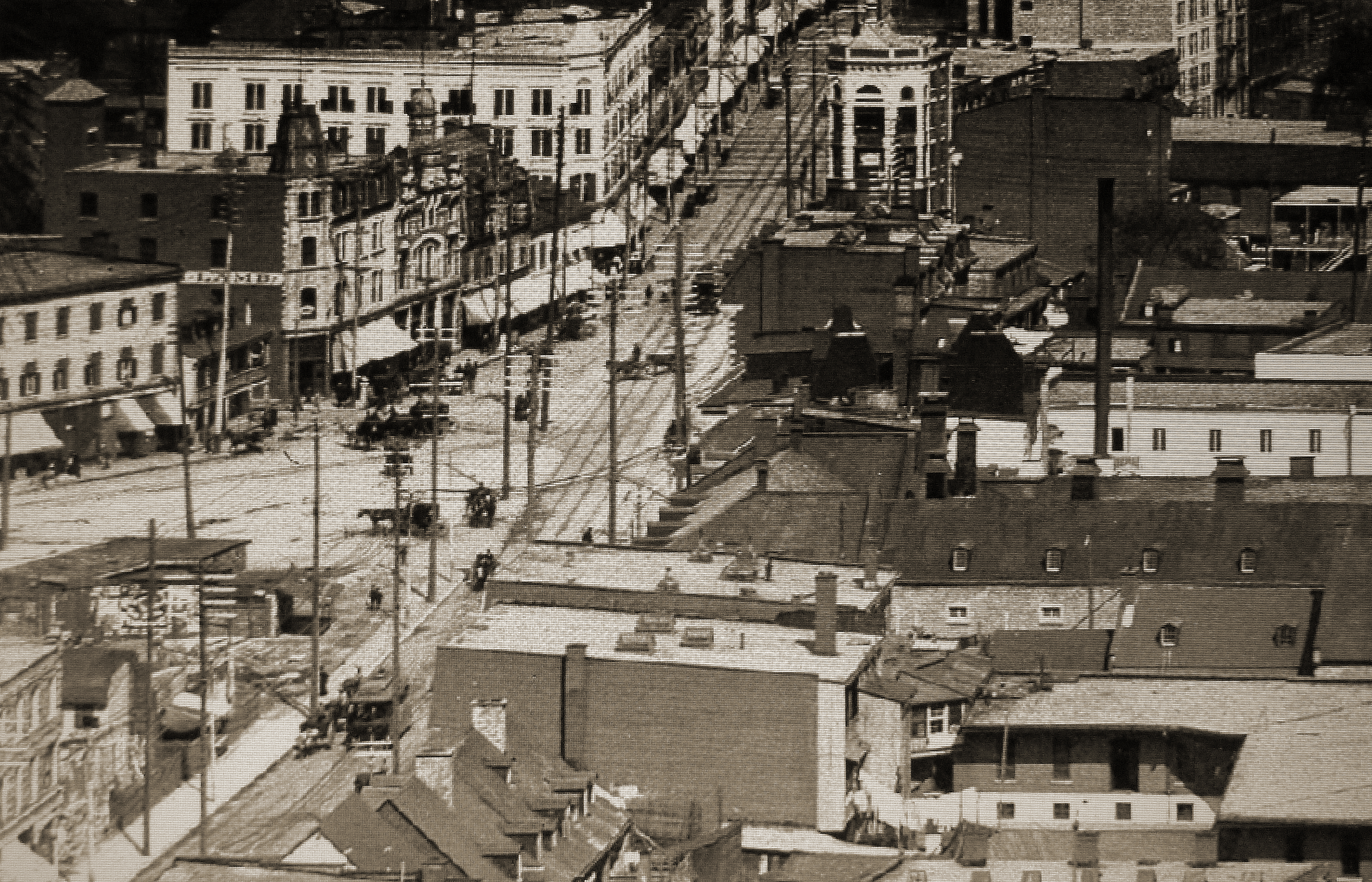
Square Chaboillez, perspective vers l'est sur rue Notre-Dame, vers 1896

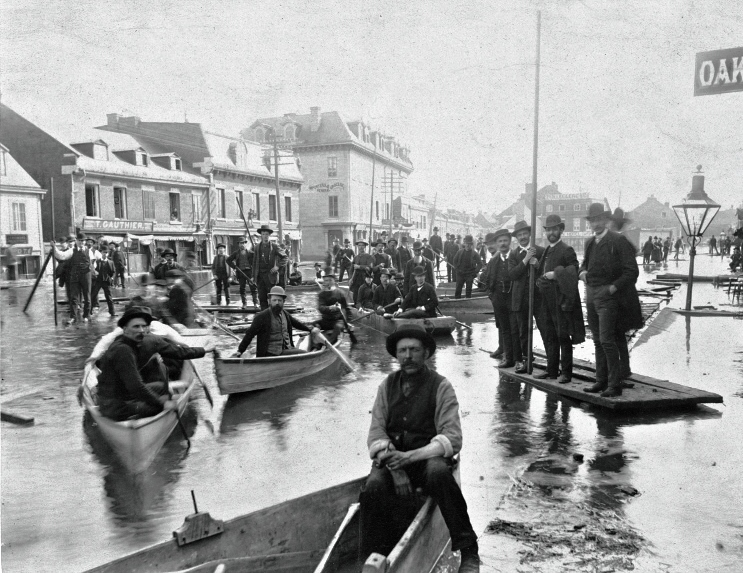
Inondation en 1886

En 1813, Marguerite Godefroy hérite de son époux Louis Chaboillez un vaste terrain. Elle cède à la Ville de Montréal plusieurs terrains dont le Square Chaboillez (qui était plus grand qu'aujourd'hui). Le nom du square honore à la fois Louis Chaboillez et son oncle Charles-Jean-Baptiste Chaboillez, membre-fondateur du Beaver Club de Montréal.
Le Square a été complètement réaménagé dans les années 1950 et ré-inauguré en 1953, avec terrain acquis de l'ancienne gare Bonaventure. Il est encore amputé au milieu des années 1960 en planification de la venue de l'Autoroute Ville-Marie. Il accueille le planétarium Dow en 1966.
En 2013, à la suite du fermeture du planétarium, le bâtiment est cédé à l'École de technologie supérieure qui le rénove comme l'espace de travail ÉTS Centech.

### Loi du Square Chaboillez

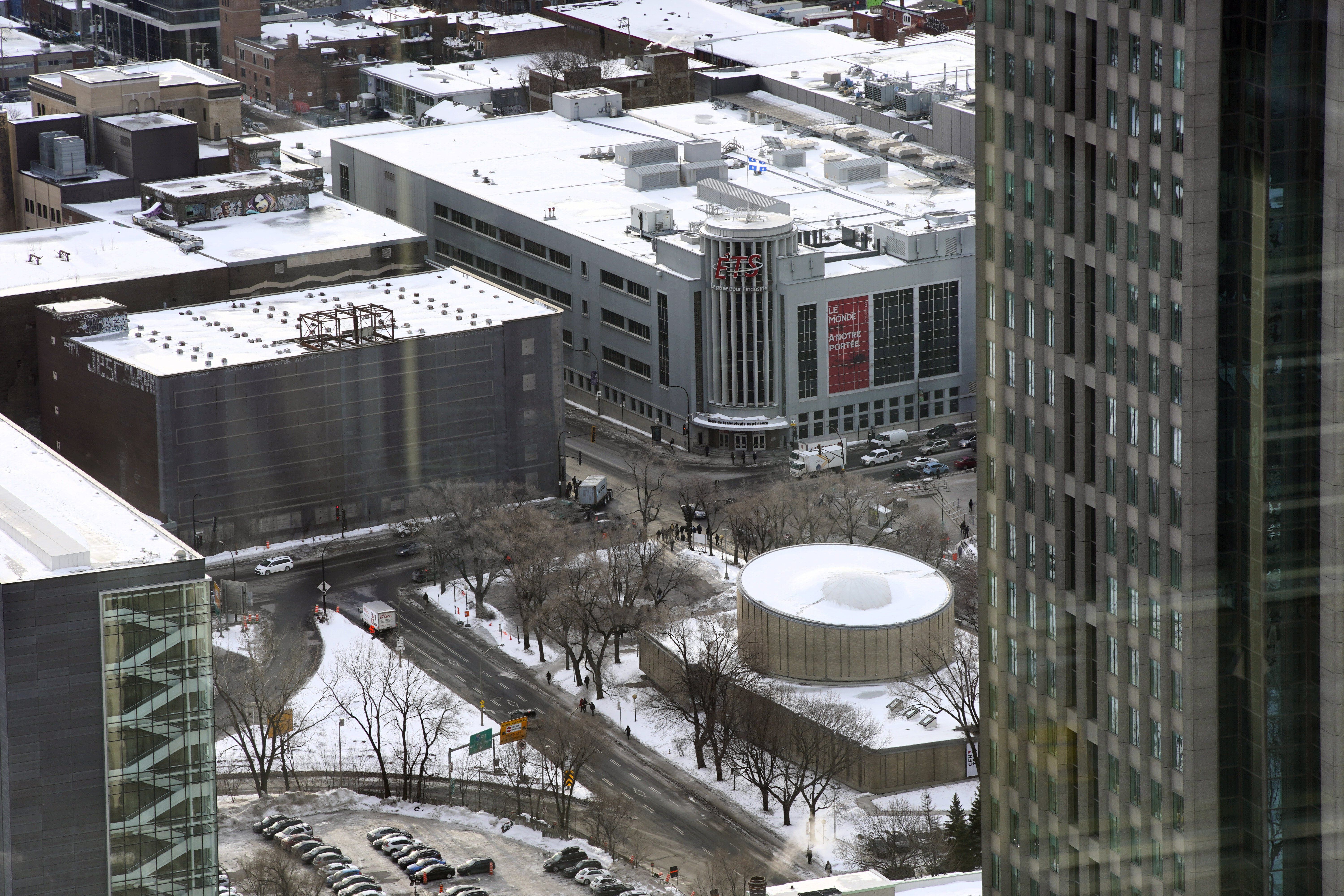
Le square vu de Place Ville-Marie.

La loi du Square Chaboillez nous vient d'une anecdote concernant Louis Cyr, qui était policier de la Ville de Montréal (vers 1885).
Un jour de canicule, il était en patrouille avec un de ses collègues dans le quartier de Saint-Henri-Pointe-Saint-Charles. Quelqu'un vient leur dire : « le cheval de M. Tremblay est mort. » C'était le laitier du coin. Sous la charge et la chaleur, son vieux cheval s'était écroulé. Les deux policiers se dirigent vers l'endroit et trouvent le cheval étendu. L'autre policier commence à écrire le constat : à 11 h 30, le cheval de M. Tremblay est tombé dans le carré Chaboillez. Il se retourne vers Louis Cyr, parce que la plaque de rue n'était pas visible : comment écrit-on Chaboillez ? Cyr se gratte le crâne, se penche, ramasse le cheval et traverse jusqu'au coin de l'autre rue : le cheval est mort dans la rue Notre-Dame.
Voilà la loi du carré Chaboillez. Plutôt que de faire ou de dire une bêtise, on contourne le problème.
Cette anecdote est à la base de la blague de René Angélil, telle que racontée par Yvon Deschamps, dans son spectacle Comment ça 2000.

## Bâtiments remarquables et lieux de mémoire
- Monument à Nicolas Copernic (1967) par Berthel Thorvaldsen;
- Cadran solaire (1968), œuvre de Herman J. Heide Van Der;

### Monument à Nicolas Copernic
- Artiste : Berthel Thorvaldsen (1768 ou 1770 - 1844), sculpteur danois
- Matériaux : statue: bronze; socle: béton
- Dimensions : statue: 2,7 m x 1,1 m ; socle: 1,8 m x 1,5 m
- Fabrication : bronze : Lauritz Rasmussen, Danemark, tirage posthume à partir du plâtre et des moules originaux réalisé en 1966 sous la supervision du Dr Dyveke Helste, directrice du Musée Thorvaldsen
- Inauguration 1967, Exposition universelle de Montréal ; le 18 mai 1975, lors de son installation définitive sur le site actuel
- Acquisition par la Ville de Montréal: 1968

## Sources
1. ↑  (en-CA) Alanah Heffez, « Square Chaboillez and the Dangers of Precedent », sur Spacing Montreal, 24 mars 2012 (consulté le 16 mars 2024)
2. ↑  « ÉTS Centech – Ancien Planétarium Dow - », sur sdkstructure.com (consulté le 15 mars 2024)

- Ville de Montréal, Les rues de Montréal, Répertoire historique. Éditions du Méridien. 1995.
- Sur la Loi du Square Chaboillez
- Montréal cède le Planétarium Dow à l'École de technologie supérieure